# Chthonius motasi
Espèce
Chthonius motasi est une espèce de pseudoscorpions de la famille des Chthoniidae.

## Distribution
Cette espèce est endémique de Roumanie.

## Étymologie
Cette espèce est nommée en l'honneur de Constantin Motas (1891-1980).

## Publication originale
- Dumitresco & Orghidan, 1964 : Contribution à la connaissance des Pseudoscorpions de la Dobroudja. 1re note. Annales de Spéléologie, vol. 19, no 3, p. 599-630.